# Alban Curteis
Alban Thomas Buckley Curteis (Sevenoaks, 13 gennaio 1887 – Plas Yolyn, 27 novembre 1961) è stato un ammiraglio britannico, ufficiale della Royal Navy durante il periodo della seconda guerra mondiale.
Secondo figlio del reverendo di Sevenoaks, Thomas Samuel Curteis, si arruolò in marina nel 1902 partecipando poi alla prima guerra mondiale; nel 1915 sposò Helen Morrall, che gli diede un figlio ed una figlia. Promosso capitano di fregata nel dicembre del 1921, nel maggio del 1922 fu messo al comando del cacciatorpediniere HMS Verity, per poi essere promosso a capitano di vascello nel dicembre del 1926; nel giugno del 1928 fu al comando dell'incrociatore leggero HMS Despatch, svolgendo anche l'incarico di capo di stato maggiore del comandante della North America and West Indies Station (il comando incaricato delle attività della Royal Navy nel Nordamerica e nei Caraibi).
Nel dicembre del 1931 fu al comando della nave da battaglia HMS Nelson, per poi passare alla guida dell'Old Royal Naval College di Greenwich nel settembre del 1933; l'11 gennaio 1938 fu fatto aiutante di campo del re Giorgio VI del Regno Unito, incarico che mantenne fino all'agosto seguente quando fu promosso retroammiraglio, passando poi al comando della base navale di Devonport. Rimasto vedovo della moglie Helen nel 1940, l'anno successivo sposò la sorella di lei Freda.
Dopo lo scoppio della seconda guerra mondiale, il 30 maggio 1940 fu messo al comando del 2nd Cruiser Squadron, con insegna sull'incrociatore HMS Galatea, per poi essere promosso al grado di vice ammiraglio ed essere fatto vice-comandante della Home Fleet nel 1941, con insegna sull'incrociatore HMS Kenya; in questa veste tra il 12 ed il 16 giugno 1942 guidò l'operazione Harpoon, una importante missione di rifornimento dell'isola di Malta, scontrandosi con le forze aeronavali dell'Asse nell'ambito della più ampia battaglia di mezzo giugno. Nell'agosto del 1942 gli fu assegnata la carica di comandante in capo della North America and West Indies Station, incarico che mantenne sino al giugno del 1944. Si congedò dalla marina nel dicembre del 1944, ritirandosi a vita privata; morì il 27 novembre 1961 a Plas Yolyn, nei pressi di Ellesmere, villaggio natale della moglie.